# أمغر مخطط

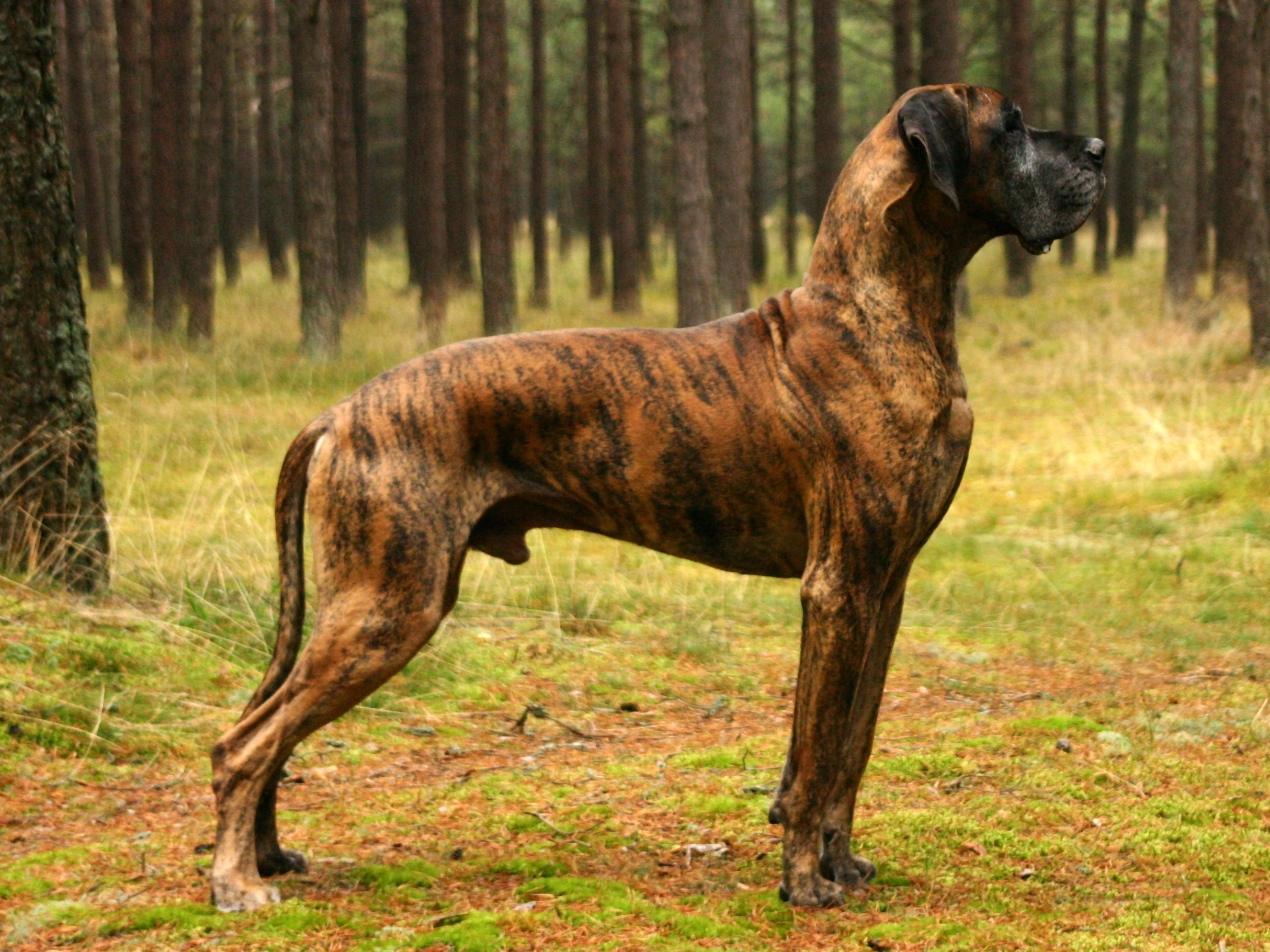
الكلب الدَّنِمَركي العظيم باللون الأمغر المخطط

الأمغر المُخطَّط هو نمط تلوين مظهر الحيوانات (كالفراء والشعر) وخاصة الكلاب والماشية والكابياء الخنزيرية والقطط ونادرًا الخيول. يظهر الأمغر المخطط عادةً كخطوط سوداء على قاعدة حمراء. 

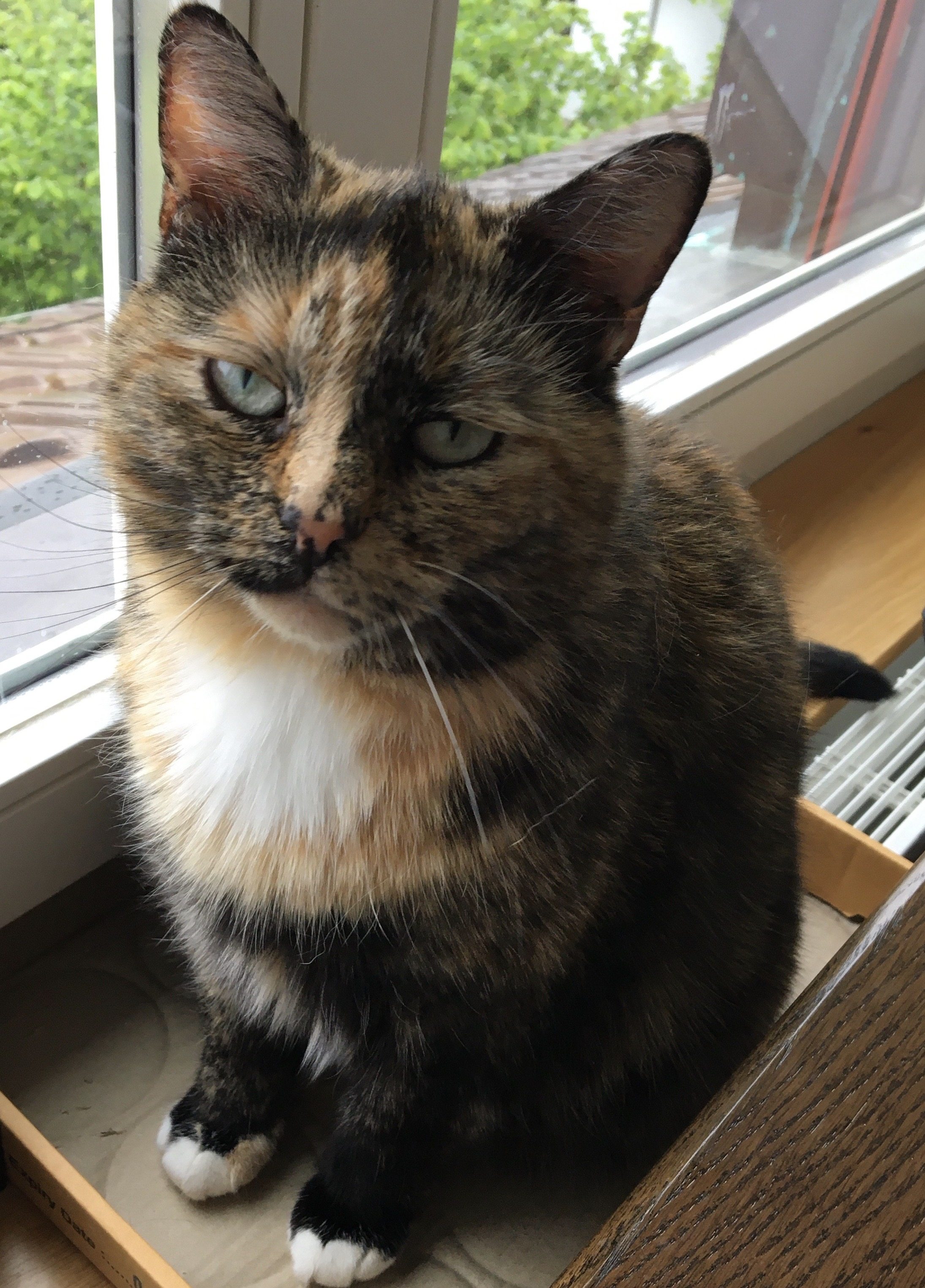
قطة أوربية محلية مغراء مخططة